# قرار مجلس الأمن التابع للأمم المتحدة رقم 1601
قرار مجلس الأمن التابع للأمم المتحدة رقم 1601، المتخذ بالإجماع في 31 مايو 2005، بعد التذكير بالقرارات 1529 (2004) و1542 (2004) و1576 (2004) بشأن الحالة في هايتي، مدد المجلس ولاية بعثة الأمم المتحدة لتحقيق الاستقرار في هايتي حتى 24 يونيو 2005.
وقرر المجلس أن الوضع في البلاد يشكل تهديدا للسلم والأمن الدوليين في المنطقة. وبموجب الفصل السابع من ميثاق الأمم المتحدة، مدد المجلس ولاية بعثة الأمم المتحدة، على أن يتم تجديدها لفترات أخرى. كما رحب بتقرير للأمين العام كوفي عنان ذكر أن عملية حفظ السلام أحرزت تقدماً نحو بيئة مناسبة للانتقال السياسي، على الرغم من استمرار التحديات.

## روابط خارجية
- نص القرار في undocs.org